# Cinco Villas (comarca d'Aragó)
Las Cinco Villas és una de les comarques de l'Aragó. Les cinc viles a què es refereix el nom són, segons el nom oficial castellà, Uncastillo, Tauste (Taüst, en català), Sádaba, Ejea de los Caballeros (Eixea, en català) i Sos del Rey Católico (Sos del Rei Catòlic en català) (en aragonès Uncastiello, Taust, Sadaba, Exeya d'os Caballers i Sos d'o Rei Catolico).

## Llista de municipis
Ardisa, Asín, Bagüés, Biel, Biota, Castejón de Valdejasa, Castiliscar, Eixea, Erla, El Frago, Isuerre, Layana, Lobera d'Onsella, Longás, Luesia, Luna, Marracos, Navardún, Orés, Las Pedrosas, Piedratajada, Los Pintanos, Puendeluna, Sádaba, Sierra de Luna, Sos del Rei Catòlic, Taüst, Uncastillo, Undués de Lerda, Urriés i Valpalmas.